# 鹿島臨海鉄道鹿島臨港線
鹿島臨港線（かしまりんこうせん）は、茨城県鹿嶋市の鹿島サッカースタジアム駅と茨城県神栖市の奥野谷浜駅とを結ぶ鹿島臨海鉄道の鉄道路線である。貨物線であるが、一時期旅客営業を行っていたこともあった。

## 概要
鹿島臨海工業地帯への原料・生産品の輸送のために敷設された路線である。
新東京国際空港（現・成田国際空港）への燃料の暫定輸送に対する地元への見返りとして、1978年から1983年まで鹿島神宮 - 北鹿島（現在の鹿島サッカースタジアム駅） - 鹿島港南間（鹿島神宮 - 北鹿島間は国鉄鹿島線に乗り入れ）で旅客営業を行っていた。しかし運行は1日3往復で、周辺には当時は工場の他に水田等しかなく、利用者は一日約20人ほどであった。燃料輸送のパイプライン完成に伴い旅客営業は廃止された。

## 路線データ
- 管轄（事業種別）：鹿島臨海鉄道（第一種鉄道事業者）
- 路線距離（営業キロ）：19.2km
- 建設主体：日本鉄道建設公団（現 独立行政法人 鉄道建設・運輸施設整備支援機構）
- 軌間：1067mm
- 駅数：3駅（起終点駅を含む）
- 複線区間：なし（全線単線）
- 電化区間：なし（全線非電化）
- 閉塞方式：特殊自動閉塞式（鹿島サッカースタジアム - 神栖間）、スタフ閉塞式（神栖 - 奥野谷浜間）[3]
- 最高速度：45km/h[1]

## 歴史
- 1970年（昭和45年）7月21日：北鹿島 - 奥野谷浜間が開業。居切駅・神栖駅・神之池駅・知手駅・奥野谷浜駅を新設。
- 1976年（昭和51年）1月ごろ：利用実績がないため神之池駅を廃止。
- 1978年（昭和53年）
  - 7月25日：鹿島神宮 - 北鹿島 - 鹿島港南間で旅客営業開始[4]。鹿島港南駅を新設。
  - 9月12日：鹿島町（現・鹿嶋市）泉川地内の踏切付近で、線路上に生コンクリートが流し込まれる事件が発生[5]。
  - 11月1日 利用実績がないため居切駅廃止。
- 1979年（昭和54年）9月14日：早朝に線路内に砂を満載したダンプカーが横転しているのが発見される。車両は盗難車で、成田空港向け燃料輸送の妨害を狙ったゲリラ事件と見られた[6]。
- 1983年（昭和58年）12月1日：旅客営業廃止[4]。鹿島港南駅も廃止。
- 1994年（平成6年）3月12日：北鹿島駅を鹿島サッカースタジアム駅に改称。
- 2005年（平成17年）10月16日：大洗鹿島線開業20周年を記念し、国の許可を得て、鹿島サッカースタジアム - 神栖間で旅客営業復活（この日限り・3往復）。
- 2011年（平成23年）3月11日：東北地方太平洋沖地震（東日本大震災）により、全線で運転を見合わせる。
  - 5月25日：鹿島サッカースタジアム - 神栖間が復旧。
  - 6月7日：神栖 - 奥野谷浜間が復旧し、全線復旧。
- 2018年（平成30年）3月17日：知手駅廃止。

## 当線旅客輸送の経緯

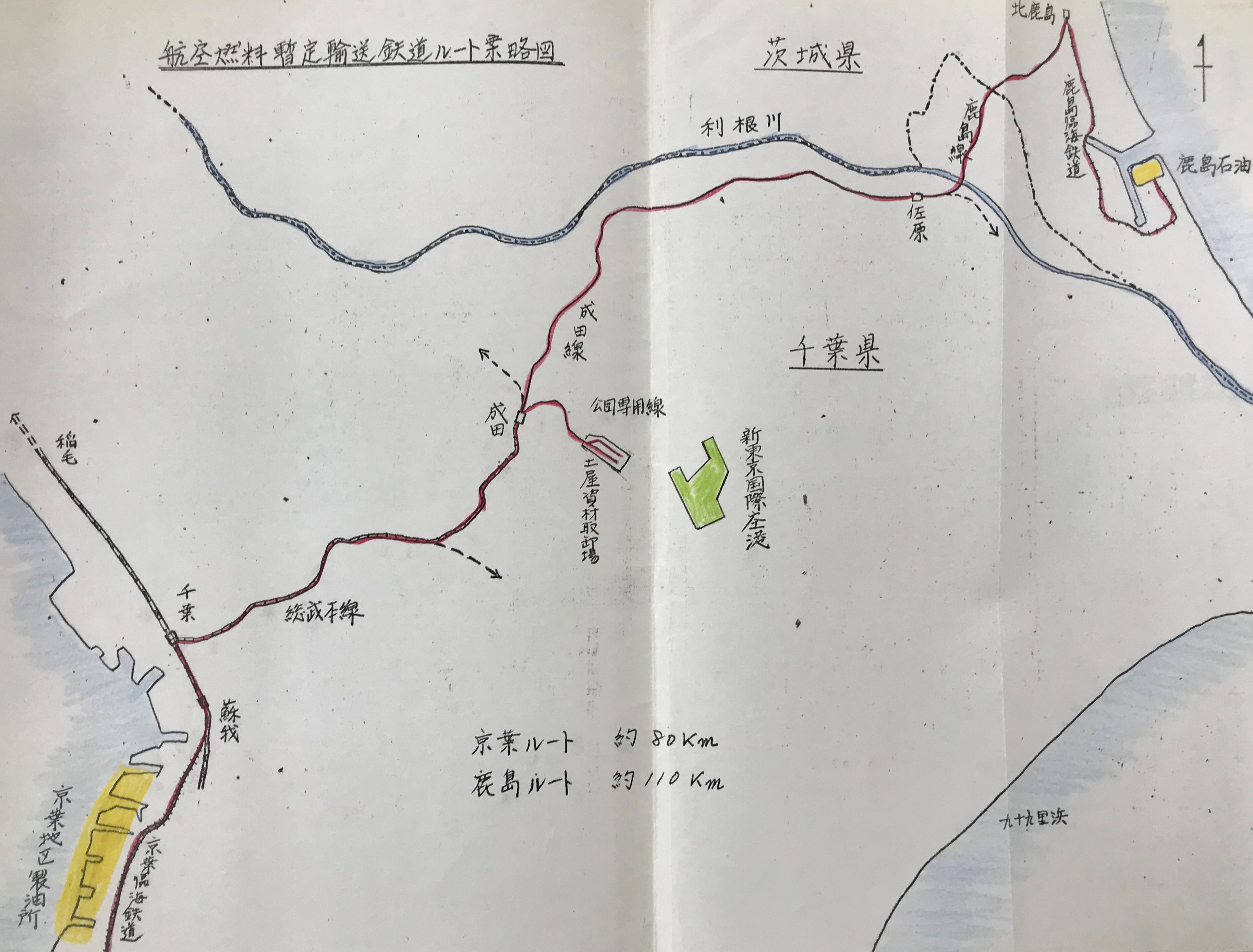
航空燃料暫定輸送鉄道ルート

1976年7月22日、国と神栖町（2005年から神栖市）と茨城県により、新東京国際空港（現成田国際空港）への航空燃料暫定輸送協定が締結された際、同町議会の決議を尊重して、国は旅客輸送の実現に速やかに努力するという条文が含まれた。これに伴い、同日に運輸省航空局長から鹿島臨海鉄道に旅客列車運行の依頼があり、同年12月3日には運行区間や駅設置・本数などを具体的に示した再依頼が行われた。これに対し、貨物輸送を目的とする鹿島臨港線の旅客輸送条件はきわめて悪いという理由で鹿島臨海鉄道はその「実施に躊躇していた」（出典ママ）が、1977年3月25日に航空局長にあてて概ね2つの内容の要望書を提出した。
- 航空燃料輸送終了時点で検討を行い、収支改善の見込みがなく、地域交通機関として十分に機能を果たす見込みもない場合は、旅客営業廃止のために航空局や新東京国際空港公団の特段の配慮を受ける。
- 地元の要請で航空燃料輸送終了後も旅客営業を行う場合は、航空局や空港公団などにより欠損額補填について特別の配慮を受ける。

その後、鹿島臨海鉄道は株主総会で定款を改正し、同年7月25日に「本来は鹿島臨海工業地帯の物資を運ぶ貨物専用線の鹿島臨港線」（出典ママ）で、航空局長からの依頼に従った駅設置や運行本数による旅客営業を開始した。
しかし、1日3往復と僅少の上、鹿島臨港線内の神栖駅や鹿島港南駅は市街地から離れ、同区間を走るバスよりも割高だったことなどもあり、5年4か月の旅客営業期間中の1日平均輸送人員は27.3人、営業最終年で比較的多くの利用客があった1983年度を除くと17.6人と、利用実績は非常に低調だった。
そのため、1983年8月6日に航空燃料輸送が終了すると、鹿島臨海鉄道はすぐに鹿島臨港線での旅客輸送廃止認可を得て、同年11月30日限りで旅客輸送を廃止した。
2003年に鹿島臨海鉄道が刊行した『鹿島臨海鉄道三十年史』でも、当線の旅客輸送に関する記述を「航空燃料暫定輸送に伴う旅客輸送」とし、1985年から旅客営業を続ける「大洗鹿島線」とはその位置付けを明確に区分して、同社の本意による旅客営業ではなかったことを強く示す記述を行っている。
なお、同時期の旅客営業実績は以下の通り。
| 年 度              | 運転日数（日） | 輸送人員（人） | 1日平均輸送人員（人） | 自社運賃収入（千円） | 1日平均運賃収入（円） | 特記事項     |
| ------------------ | -------------- | -------------- | --------------------- | -------------------- | --------------------- | ------------ |
| 1978年（昭和53年） | 249            | 5,232          | 21.0                  | 1,262                | 5,069                 | 開業         |
| 1979年（昭和54年） | 366            | 4,901          | 13.4                  | 1,262                | 3,447                 |              |
| 1980年（昭和55年） | 365            | 6,298          | 17.3                  | 1,336                | 3,660                 |              |
| 1981年（昭和56年） | 365            | 6,125          | 16.8                  | 1,502                | 4,115                 |              |
| 1982年（昭和57年） | 365            | 7,472          | 20.5                  | 1,592                | 4,360                 |              |
| 1983年（昭和58年） | 244            | 23,330         | 95.6                  | 3,394                | 13,910                | 旅客営業廃止 |
| 合計               | 1.954          | 53,358         | 27.3                  | 10,348               | 5,296                 |              |

出典：『鹿島臨海鉄道三十年史』、43p。

## 運行形態
鹿島サッカースタジアム - 神栖間は、2014年3月15日改正時点では貨物列車（高速貨物列車）が2往復運行されている。そのうち1往復は東京貨物ターミナル駅との間、1往復は越谷貨物ターミナル駅との間で運行されている。ただし、日曜日は東京貨物ターミナル駅発着の1往復は運休し、機関車の回送列車に変更される。列車の編成はコンテナ車が主体だが、神栖駅で解体される貨車が連結されることがある。このほか、1日1往復の貨物の回送列車が設定されている。またこの回送列車とは別に、大洗鹿島線で使用される旅客車両が神栖駅で滞泊するため、（鹿島神宮 - ）鹿島サッカースタジアム - 神栖間の回送列車も数往復設定されている。神栖 - 奥野谷浜間には、平日午前不定期にコンテナ列車が設定されている。

## 旅客営業の臨時復活

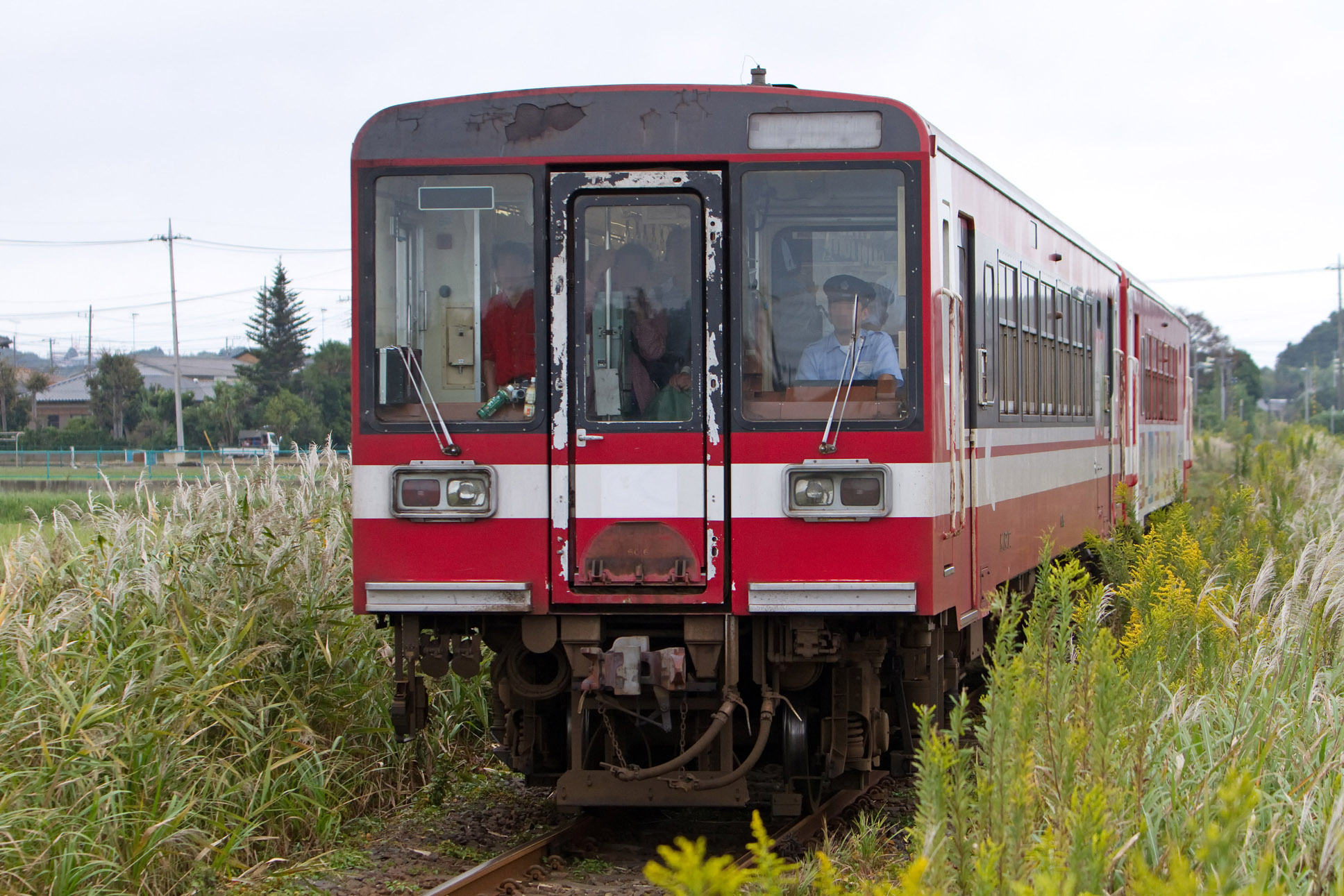
鹿嶋まつりに合わせて運転された鹿島臨港線臨時旅客列車（2011年10月15日・鹿島サッカースタジアム - 神栖）

2005年10月16日、通常は旅客営業を行わない鹿島臨港線で、鹿島サッカースタジアム駅 - 神栖駅間の旅客列車が3往復運転された。旅客営業は当日限定のため、雨天にもかかわらず大盛況となった。
営業は6000形2両編成のピストン運行で、列車番号は第1便・第2便がそれぞれ臨903D・臨906D。終点神栖駅では7000形の展示、車庫見学会、グッズ販売などが行われた。発着ホームはかつての旅客運転時とは異なり、洗浄線を転用しての臨時ホームとなった。
乗車券は車内補充券を企画扱いとしたもので、普段旅客営業しない鹿島臨港線は路線図にはない。このような経緯から、鹿島サッカースタジアムからの往復券限定の販売（往復500円）となった。神栖駅の記念入場券も限定発売され、たちまちのうちに完売となった。
2007年10月20日にも旅客列車が運転された。使用した車両は6000形3両編成、本数は2往復であった。また、神栖駅での乗降はできず、5分ほど停車した後に折り返した。以後も2010年11月13日、2011年10月15日、2012年10月20日、2013年11月9日、2014年11月1日、2015年10月24日、2016年10月22日、2022年2月13日・3月6日（両日とも大洗駅から直通）、2023年10月22日と複数回運転されている。
また、2023年10月からの茨城デスティネーションキャンペーンの企画として、2023年12月10日（JR東日本の12系客車1両とDE10形ディーゼル機関車を借用して、過去の直通列車「大洗エメラルド号」をリバイバルし、大洗駅から神栖駅まで直通）、2023年12月24日から2024年2月24日（工場夜景ナイトツアーとして水戸駅 - 終端部の奥野谷浜駅エネオス分岐点まで）に旅客列車が運転されている。過去の旅客営業は旧鹿島港南駅までであったため、同駅以遠に旅客運行したのは初めてのことである。

## 駅一覧
- 全駅茨城県に所在
- 線路（全線単線） … ◇：列車交換可、｜：列車交換不可

| 駅名                     | 営業キロ | 営業キロ | 接続路線・備考                                  | 線路 | 所在地 |
| 駅名                     | 駅間     | 累計     | 接続路線・備考                                  | 線路 | 所在地 |
| ------------------------ | -------- | -------- | ----------------------------------------------- | ---- | ------ |
| 鹿島サッカースタジアム駅 | -        | 0.0      | 鹿島臨海鉄道：大洗鹿島線 東日本旅客鉄道：鹿島線 | ◇    | 鹿嶋市 |
| 居切駅                   | -        | 7.5      | 1978年廃止                                      | ｜   | 神栖市 |
| 神栖駅                   | 10.1     | 10.1     |                                                 | ◇    | 神栖市 |
| 神之池駅                 | -        | 13.0     | 1976年廃止                                      | ｜   | 神栖市 |
| 鹿島港南駅               | -        | 15.4     | 1983年廃止                                      | ｜   | 神栖市 |
| 知手駅                   | -        | 16.4     | 2018年廃止                                      | ｜   | 神栖市 |
| 奥野谷浜駅               | 9.1      | 19.2     |                                                 | ｜   | 神栖市 |